# Flatøyna
Ne doit pas être confondu avec Flatøyna (Øygarden).
Flatøyna est une île norvégienne du comté de Hordaland appartenant administrativement à Bergen.

## Description
Rocheuse et couverte d'arbres, elle s'étend sur environ 208 m de longueur pour une largeur approximative de 140 m. 